# 布比延岛

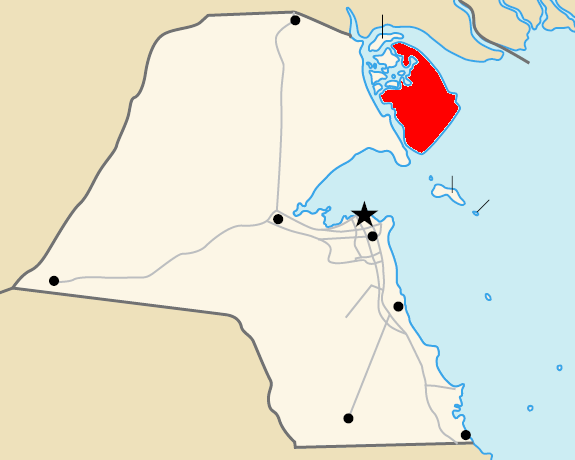
布比延島的位置以紅色標示

布比延岛（阿拉伯语：‎），科威特第一大岛，面積863平方公里，位于科威特国土东北部，緊臨伊拉克的乌姆盖斯尔和法奥半岛。
1990年，科威特建设了一座连接该岛和本土的桥梁，并决定在岛上增设居民居住點，这导致了伊拉克的抗議，认为这是科威特计划偷采伊拉克南部石油计划的一部分，之后伊拉克向科威特提出包括无偿租借布比延岛99年在内的最后通牒，遭拒绝后入侵科威特，直接导致了第一次波斯灣戰爭的爆发。
伊拉克在波斯灣戰爭戰敗後，放棄聲索布比延島的主權。科威特政府计划大规模开发该岛，美国也表示出对该岛的兴趣，据称有计划同科威特合作建立海军基地。